# Laminafroneta brevistyla
Laminafroneta brevistyla là một loài nhện trong họ Linyphiidae.
Loài này thuộc chi Laminafroneta. Laminafroneta brevistyla được Herman Theodor Holm miêu tả năm 1968.